# Knebworth
Knebworth ist ein Dorf in Hertfordshire, England. International bekannt ist „Knebworth“ durch die dort immer wieder stattfindenden Rock- und Popkonzerte. Diese Open-Air-Konzerte finden nicht im Dorf statt, sondern auf dem Gelände von Knebworth House.
Das Gebiet ist seit der Steinzeit besiedelt, im Domesday Book ist der Ort zum ersten Mal unter dem Namen Chenepeworde erwähnt, die erste Bevölkerungsaufzeichnung datiert aus dem Jahr 1084 mit 150 Einwohnern.
Der Besitz des Eigentums wechselte über die Jahre, seit dem Jahr 1492 allerdings ist das Anwesen Knebworth House im Besitz der englischen Familie Lytton/Bulwer-Lytton/Lytton Cobbold. Das Anwesen selbst sowie die im Ort befindliche St. Mary’s Parish Church wurden im Jahre 1120 errichtet.

## Open-Air-Konzerte beim Knebworth House
Auf dem Anwesen sowie im angrenzenden Park (Koordinaten des Concert Parks: 51° 52′ 28″ N, 0° 13′ 8″ W), der zwischen Knebworth und dem benachbarten Stevenage liegt, werden seit 1974 beliebte Rock-Open-Airs abgehalten, was Knebworth weltweit berühmt machte. Mit dem Auftritt der Allman Brothers Band, der im Anfangsjahr über 60.000 Zuschauer anzog, begann diese Tradition, die bis in die Gegenwart andauert. Heute ist das Gelände für eine Kapazität von bis zu 125.000 Zuschauern ausgelegt.